# Иконников, Николай Фёдорович
Николай Фёдорович Иконников (1905—1944) — генерал-майор (13.09.1944) Рабоче-крестьянской Красной Армии, участник Великой Отечественной войны.

## Биография

Памятник на могиле Иконникова в сквере, названном его именем в Бресте.

Табличка на могиле Иконникова.

Николай Иконников родился 24 декабря 1905 года в г. Кокчетав Казахской ССР. В 1921 году добровольно пошёл на службу в Рабоче-крестьянскую Красную Армию. Учился в Военной академии имени М. В. Фрунзе. Проходил службу на Дальнем Востоке, где принимал участие в боях на Китайско-Восточной железной дороге.
С первых дней Великой Отечественной войны — на её фронтах. Принимал участие в боях под Сталинградом. В звании подполковника Николай Иконников был начальником отдела укреплённых районов штаба Донского фронта, занимался строительством укреплённых районов и сколачиванием воинских частей, которых входили в состав этих районов. Став впоследствии начальником отдела укреплённых районов штаба Центрального фронта, руководил работами по строительству оборонительных рубежей на Орловско-Курском направлении. Благодаря ему строительство было завершено до начала битвы на Курской дуге, что позволило советским войскам на этом участке успешно вести бои с противником.
Участвовал в Бобруйской наступательной операции, являвшейся составной частью Белорусской операции, уже будучи полковником и заместителем начальника оперативного управления штаба 1-го Белорусского фронта. Объединяя под своим командованием все укреплённые районы, относившиеся к фронту, он организовал выполнение личным составом этих районов успешное выполнение всех боевых задач. Как отмечено в наградном листе, Иконников «в значительной мере содействовал общему успеху наступательных действий войск фронта».
Погиб в автомобильной катастрофе 2 октября 1944 года. Похоронен в Бресте в сквере, названном его именем. На могиле установлен памятник.
Был награждён орденом Красного Знамени, орденами Отечественной войны 1-й и 2-й степеней, медалью «За оборону Сталинграда».